# F.C. Barcelona (SD)
FC Barcelona je najpoznatiji, najtrofejni i najveći športski kolektiv iz Španjolske iz katalonskog grada Barcelone. FC Barcelona sadrži ekipe u više sportova kao što su: nogomet, košarka, rukomet, hokej na koturaljkama itd.FC Barcelona je kolektivno osvojila 26 liga prvaka i mnogobrojne španjolske i europske trofeje. CN Barcelona, Barcelona Dragons su osvojili zajedno dvije lige prvaka. Valja napomenuti da CN Barcelona i Barcelona Dragons  više nisu u sportskom društvu FC Barcelona. Moto kluba je Mes que un club (hrv. više od kluba). FC Barcelona ima najviše članova (sociosa) na svijetu (151.127).

## Nogometni klub
Vidi članak FC Barcelona

## Košarkaški klub
Vidi članak FC Barcelona (košarka)

## Rukometni klub
Vidi članak FC Barcelona (rukomet)

## Ragbijaški klub
Vidi članak FC Barcelona (ragbi)

## Vaterpolo klub
Vidi članak CN Barcelona

## Američki nogomet
Poznat i kao Barcelona Dragons, naknadno ušao u športsko društvo.
NFL Europe World Bowl:
- prvak: 1991.
- finalist: 1991., 1999., 2001.

## Ostali sportovi

### Atletika
Indvidualni uspjesi: 

- 2x Olimpijska medalja: 1984.(Abascal, bronca),(Garcia Chico, bronca)
- 4x Europski prvak: 1985. (Trabado), 1986. (Abascal), 1986. (Moracho),  1986 (B.Gonzalez) 
 Ekipni uspjesi:
- 15x Prvenstvo španjolske: 1958., 1963., 1964., 1965., 1970., 1973., 1974., 1975., 1978., 1981., 1982., 1983., 1984., 1985., 1986.
- 8x Španjolski kup: 1982., 1983., 1984., 1985., 1986., 1991., 1992.,2005.
- 10x Katalonsko prvenstvo (muški): 1994., 1995., 1996., 1998., 1999., 2000., 2002., 2003., 2004., 2005.
- 9x Katalonsko prvenstvo (žene): 1994., 1995., 1996., 1997., 2000., 2001., 2002., 2003., 2005.

### Hokej na ledu
3x Prvenstvo Španjolske: 1987., 1988., 1997., 2002.

### Hokej na travi
3x Prvenstvo Španjolske: 1941/42., 1943/44., 1946/47.

1x Prvenstvo Katalonije: 1931.

### Košarka-žene
UB-FC Barça 
  UB-FC Barça je ženski košarkaški klub koji je dio sportskog društva FC Barcelona 

2x Prvenstvo Španjolske: 2002/2003., 2004/2005

### Odbojka
Odbojaški klub Barcelona je osnovana 25.rujna 1970. 

1x Kup španjolski: 1976. – 1977. 

3x Katalonska liga. 1985., 1991., 1994. 

### Veliki rukomet
5x Prvenstvo Španjolske: 1942/43., 1944/45., 1945/46., 1946/47., 1950/51.